# Goldschatz von Dortmund

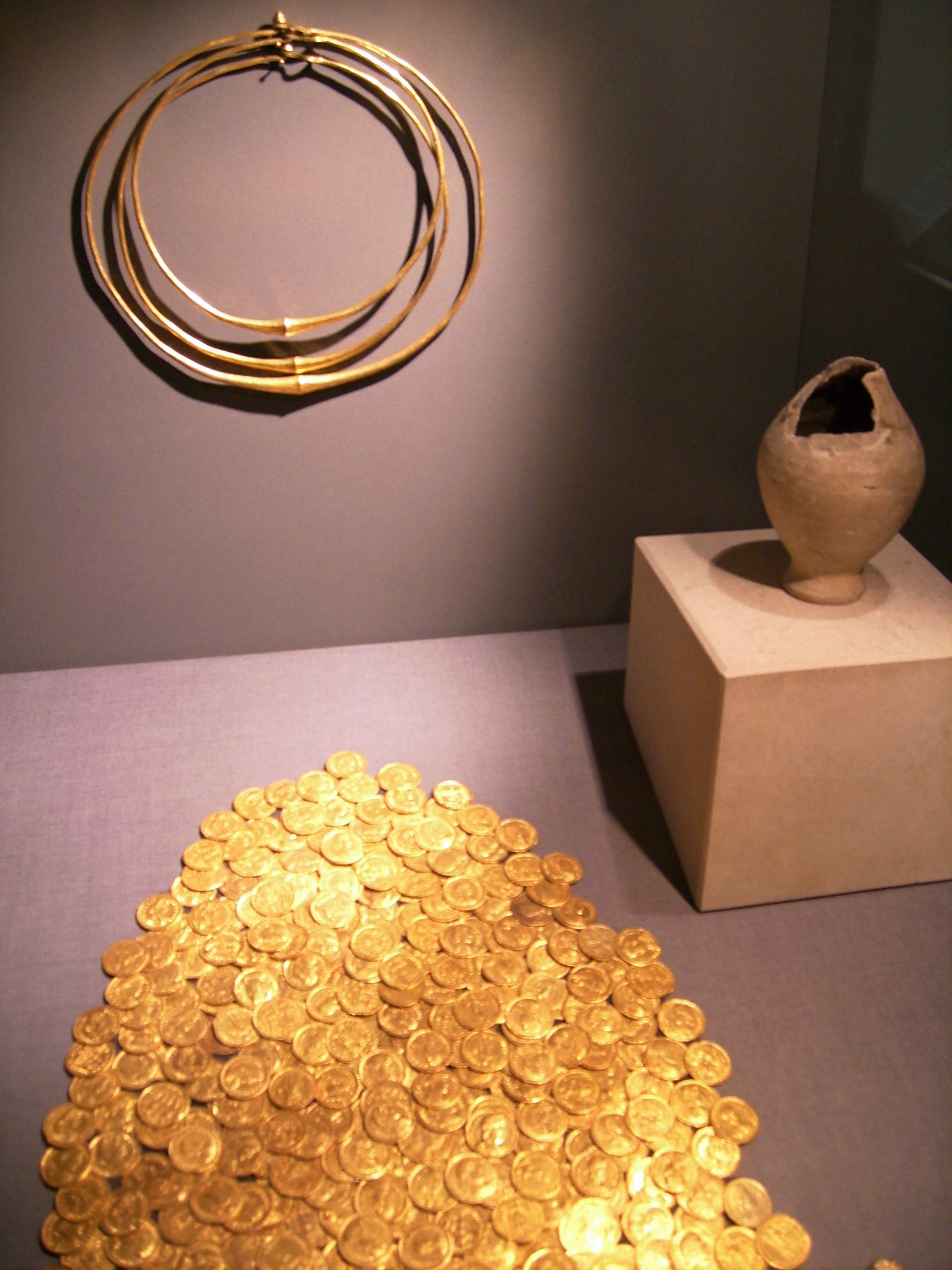
Goldschatz von Dortmund im Museum für Kunst und Kulturgeschichte Dortmund

Der Goldschatz von Dortmund ist ein bedeutender Depotfund des frühen 5. Jahrhunderts n. Chr. Er wurde 1907 in Dortmund bei Bauarbeiten an der Ritter-Brauerei entdeckt. Die Objekte befinden sich im Museum für Kunst und Kulturgeschichte Dortmund.
Der Fund besteht aus 444 goldenen Solidi, 16 fragmentierten Silbermünzen und drei Goldhalsringen die teilweise in einem römischen Tongefäß lagen. Die Münzen stammen aus einem Prägezeitraum von 80 Jahren, die ältesten Prägungen aus dem Jahr 335 erfolgten unter Konstantin I., die jüngsten unter dem Usurpator Konstantin III., der von 407 bis 411 regierte. Nach diesem Terminus post quem kann die Deponierung nicht vor dem Jahr 407 erfolgt sein. Die Halsringe haben einen verdickten Mittelteil und eine birnenförmige Verschlussöse. Vergleichbare Halsringe finden sich in Horten am Niederrhein und in Westfalen (vgl. etwa den Schatz von Velp).